# ۱ اوت
۱ اوت دویست و سیزدهمین (در سال‌های کبیسه دویست و چهاردهمین) روز سال در گاه‌شماری میلادی است. ۱۵۲ روز تا پایان سال باقی‌است.

## رویدادها
- ۵۲۷ - حکومت ژوستینین یکم بر امپراتوری روم شرقی آغاز شد.
- ۹۰۲ - شهر تائورمینا، آخرین پایگاه امپراتوری روم شرقی در سیسیل به تصرف نیروهای مسلمان اغلیبی درآمد.
- ۱۴۹۸ - کریستف کلمب به عنوان نخستین اروپایی از منطقه‌ای که امروزه ونزوئلا شناخته می‌شود، دیدن کرد.
- ۱۸۳۴ - در پی تصویب قانون لغو برده‌داری ۱۸۳۳، برده‌داری و خرید و فروش آن در امپراتوری بریتانیا ممنوع اعلام شد.
- ۱۸۷۶ - کلرادو سی و هشتمین ایالت ایالات متحده شد.
- ۱۹۱۴ - جنگ جهانی اول: امپراتوری آلمان به امپراتوری روسیه اعلان جنگ داد.
- ۱۹۳۶ - یازدهمین دوره المپیک تابستانی در برلین آغاز شد.
- ۱۹۴۴ - جنگ جهانی دوم: آغاز قیام ورشو
- ۱۹۴۶ - هواپیمایی اسکاندیناوی تأسیس شد.
- ۱۹۷۶ - ترینیداد و توباگو با لغو حاکمیت الیزابت دوم، ملکه بریتانیا بر این کشور و انتخاب الیس کلارک به مقام ریاست جمهوری، حکومت خود را به جمهوری بدل کرد.
- ۱۹۸۴ - از بانک‌های استرالیا مقررات‌زدایی شد.
- ۲۰۱۰ - کنوانسیون جهانی تسلیحات خوشه‌ای با هدف مبارزه با تولید، انتقال و استفاده از این نوع سلاح‌ها رسماً آغاز به کار کرد.

## زادروزها
- ۱۷۴۴ - ژان-بتیست لامارک، زیست‌شناس فرانسوی
- ۱۸۱۹ - هرمان ملویل، داستان‌نویس و شاعر آمریکایی
- ۱۹۲۴ - عبدالله بن عبدالعزیز آل سعود، ششمین پادشاه عربستان سعودی (د. ۲۰۱۵)
- ۱۹۳۹ - رابرت جیمز والر، نویسنده، موسیقی‌دان و عکاس اهل ایالات متحده
- ۱۹۵۲ - زوران جینجیچ، سیاست مدار صربستانی و ششمین نخست‌وزیر این کشور
- ۱۹۸۴ - باستیان شواینشتایگر، فوتبالیست آلمانی

## درگذشت‌ها
- ۳۰ پیش از میلاد - مارک آنتونی، سیاستمدار و ژنرال رومی
- ۱۹۴۳ - بولس شحاده،  روزنامه‌نگار و سیاستمدار فلسطینی.[۱]
- ۲۰۰۵ - فهد بن عبدالعزیز آل سعود، پنجمین پادشاه عربستان سعودی (ز. ۱۹۲۱)
- ۲۰۰۸ – آشوک مانکاد، بازیکن کریکت اهل هند (ز. ۱۹۴۶)

## مناسبت‌ها
- آغاز هفته جهانی شیر مادر
- روز ملی سوئیس
- روز ملی بنین
- روز والدین در جمهوری دموکراتیک کنگو
- روز نیروهای مسلح در لبنان
- روز نیروهای مسلح در چین